# Oldroydia percrassa
Oldroydia percrassa är en blötdjursart som först beskrevs av Dall 1894.  Oldroydia percrassa ingår i släktet Oldroydia och familjen Leptochitonidae. Inga underarter finns listade i Catalogue of Life.